# Erasanthe henrici
Erasanthe henrici – gatunek roślin z monotypowego rodzaju Erasanthe z rodziny storczykowatych (Orchidaceae). Endemit występujący tylko na Madagaskarze.

## Systematyka
Sklasyfikowany do podplemienia Angraecinae w plemieniu Vandeae, podrodzina epidendronowe (Epidendroideae), rodzina storczykowate (Orchidaceae), rząd szparagowce (Asparagales) w obrębie roślin jednoliściennych.
Wykaz podgatunków
- Erasanthe henrici subsp. henrici
- Erasanthe henrici subsp. Isaloensis P.J.Cribb, Hermans & D.L.Roberts